# الرود (کارولینای شمالی)
الرود (به انگلیسی: Elrod) شهری در ایالت کارولینای شمالی کشور ایالات متحده آمریکا است که جمعیت آن در سرشماری سال ۲۰۱۰ میلادی، ۴۱۷ نفر بوده‌است.